# 万寿路俱乐部
万寿路俱乐部，位于北京市海淀区万寿路，隶属中共中央办公厅老干部局，是专为中央离退休高级干部服务的机构。

## 简介
万寿路俱乐部提供游泳、打球、健身等服务。老干部也将这里作为会客之所。孟增军曾任该俱乐部主任。
2006年至2008年，中共中央直属机关各单位党属机关工委每年都在中共中央办公厅老干部局万寿路俱乐部举办中央直属机关党务干部迎春联谊会。